# Trăng non (tiểu thuyết)
Trăng non (tên gốc tiếng Anh: New Moon) là một cuốn tiểu thuyết giả tưởng-lãng mạn dành cho lứa tuổi thanh thiếu niên của nhà văn nữ Stephenie Meyer. Đây là cuốn tiểu thuyết thứ hai của Meyer trong bộ truyện Chạng vạng. Cuốn này, không giống như cuốn trước, nói về sự mất mát tình yêu đích thực. Nó được xuất bản lần đầu tiên ở dạng bìa cứng vào năm 2006. Tại Việt Nam, bản tiếng Việt do dịch giả Tịnh Thủy dịch và nhà xuất bản Trẻ mua bản quyền phát hành vào năm 2008.

## Tóm tắt nội dung
Isabella "Bella" Swan (một nhân vật chính của truyện) bị "ép" dự buổi tiệc sinh nhật do Alice và Edward Cullen- Ma cà rồng mà cô yêu, và những người còn lại trong gia đình ma cà rồng tổ chức. Trong khi mở một gói quà, cô đã vô tình bị đứt tay. Em trai Jasper của Edward, mặc dù đã cố gắng kiêng máu người, vẫn bị kích thích mạnh bởi mùi máu và tấn công Bella. Để bảo đảm sự an toàn cho cô khỏi thế giới ma cà rồng, Edward nói với Bella rằng cậu không còn yêu cô nữa và rời khỏi thị trấn Forks, Washington cùng với gia đình. Bella bị tổn thương nặng nề và tìm kiếm sự an ủi nơi Jacob Black, một người bạn cũ của gia đình, người có thể giúp cô vơi đi nỗi đau khi mất Edward.
Bella và Jacob bắt đầu bên nhau nhiều hơn, và Bella nhanh chóng nhận thấy sự kích thích của adrenaline trong máu khi cô tự đặt mình vào những tình huống nguy hiểm sẽ tạo ra ảo giác về giọng nói của Edward. Bella bắt đầu lao đầu vào những hành động liều mạng, như lái xe máy, để khơi gợi ảo giác. Trong khi đó, Jacob nhận ra bản thân mình là một người sói, và rồi tiết lộ điều này với Bella. Sau đó, Bella có hành động nguy hiểm nhất từ trước đến giờ, đó là nhảy từ đỉnh núi xuống biển, nhưng suýt chết đuối vì biển động và được Jacob cứu sống.
Cũng trong lúc đó, Alice, cô chị gái ma cà rồng của Edward, người có khả năng nhìn thấy tương lai, đã nhìn thấy trước được cảnh Bella nhảy xuống từ vách đá. Tưởng rằng Bella đã chết, Alice tức tốc đi tới Forks để thăm hỏi Charlie Swan, bố của Bella, còn Edward thì gọi về nhà Bella. Jacob nhận máy và báo với Edward rằng Charlie đang dự đám tang, ý muốn nói đến đám tang của một người đàn ông trong thị trấn mất vì đau tim, nhưng Edward lại kết luận rằng Jacob đang nhắc tới đám tang Bella. Suy sụp sau khi tưởng rằng Bella đã chết, Edward bay tới Ý để gặp nhà   Volturi, những ma cà rồng giữ gìn hòa bình, những người có đủ khả năng giết chết Edward, để giúp anh rời bỏ thế giới không còn Bella.
Bella và Alice tức tốc đến Volterra, Italy để ngăn Edward, và cứu cậu trước khi mọi chuyện quá muộn. Trước khi họ rời Ý, nhà Volturi nói với họ rằng Bella, một con người biết đến sự tồn tại của loài ma cà rồng, sẽ phải chết hoặc phải trở thành một ma cà rồng. Sau khi mọi người quay trở về Folks, Edward giải thích với Bella rằng cậu ra đi chỉ để bảo đảm sự an toàn cho cô, và cô đã đồng ý tha thứ. Cuốn truyện kết thúc với cảnh nhà Cullen biểu quyết đồng ý sẽ biến đổi Bella thành ma cà rồng trong sự phản đối của Edward.

## Bìa truyện và tựa đề
Đóa hoa trên bìa cuốn Trăng non là đóa tulip có nếp màu đỏ và trắng. Stephenie Meyer nói rằng đóa hoa đó không có gì liên quan đến nội dung, vì cô không có vai trò gì trong việc chọn bản thiết kế cho nó.
Tựa đề truyện ý nhắc đến giai đoạn tối nhất của chu kỳ Mặt Trăng, ý nói Trăng non nói về thời điểm đen tối nhất trong cuộc đời của Bella.

## Các giải thưởng và đề cử
- Trăng non vươn lên vị trí số một trong Danh sách những cuốn sách bán chạy nhất của New York Times trong tuần thứ hai có mặt trong danh sách, và tiếp tục giữ vị trí đó trong mười một tuần. Nó có tổng cộng 30 tuần trong danh sách này.

## Chuyển thể điện ảnh
Summit Entertainment đã có được quyền chuyển thể Trăng non vào tháng 10 năm 2008, nhưng việc có bấm máy hay không còn phụ thuộc vào sự thành công của Chạng vạng. Vào ngày 22 tháng 11 năm 2008 Summit Entertainment đã thông báo rằng hãng phim đã chính thức bắt đầu tiến hành sản xuất Trăng non, sau thành công của Chạng vạng. Trong một cuộc phỏng vấn gần đây, Kristen Stewart tiết lộ rằng họ hy vọng Trăng non sẽ bắt đầu khởi quay vào tháng 3 năm 2008, và họ sẽ thực hiện một số cảnh quay tại Ý. Hãng phim đang nhắm đến thời điểm cuối năm 2009 hoặc đầu năm 2010 để cho ra mắt bộ phim. Vào ngày 7 tháng 12 năm 2008 Summit thông báo rằng Catherine Hardwicke, người đã đạo diễn bộ phim đầu tiên trong loạt phim Chạng vạng, sẽ không tiếp tục đạo diễn phim Trăng non.